# Dekanat Piaski
Dekanat Piaski – jeden z 28 dekanatów w rzymskokatolickiej archidiecezji lubelskiej.

## Parafie
W skład dekanatu wchodzi 10 parafii:
- parafia św. Stanisława – Biskupice
- parafia MB Częstochowskiej – Chmiel-Kolonia
- parafia św. Apostołów Piotra i Pawła – Częstoborowice
- parafia św. Jana Nepomucena – Fajsławice
- parafia św. Józefa i św. Antoniego – Kawęczyn
- parafia MB Częstochowskiej – Oleśniki
- parafia Podwyższenia Krzyża Świętego – Piaski
- parafia MB Królowej Pokoju – Siedliska Drugie
- parafia Chrystusa Króla – Trawniki
- parafia Narodzenia NMP – Wygnanowice

## Sąsiednie dekanaty
Bychawa, Krasnystaw – Zachód, Lublin – Południe, Łęczna, Siedliszcze, Świdnik, Turobin